# Франсіско Фернандес (водне поло)
Франсіско Фернандес (ісп. Francisco Fernández, 21 червня 1986) — іспанський ватерполіст.
Учасник Олімпійських Ігор 2016 року. Срібний медаліст чемпіонатів Європи 2018, 2020 років.